# Xanthichthys ringens
 Xanthichthys ringens és un peix teleosti de la família dels balístids i de l'ordre dels tetraodontiformes.

## Morfologia
Pot arribar als 25 cm de llargària total.

## Distribució geogràfica
Es troba a les costes de l'Atlàntic occidental (des de Carolina del Nord i Bermuda fins al Brasil).